# Lambis millepeda
Espèce
Lambis millepeda ou Ptérocère scolopendre est une espèce de mollusques gastéropodes marins de la famille des Strombidae.
C'est une espèce commune.
- Répartition : sud-ouest du Pacifique, entre les Philippines,Java et la Nouvelle Guinée où il vit dans les coraux à faible profondeur.

- Taille : 90 à 150 mm.

## Philatélie
Ce mollusque figure sur une émission du Laos de 1993 (valeur faciale : 1000 k).